# Francesc Millet i Simón
Francesc Millet i Simón (? - Front de l'Alt Aragó, 9 de novembre de 1937) és considerat el principal inspirador de les Milícies Alpines de les que fou cap polític, i posteriorment membre del Regiment Pirinenc número 1 de Catalunya essent-ne un dels capitans i un dels encarregats de reclutar-ne els membres.

## Vida
Només 12 dels seus 15 germans varen arribar a l'edat adulta. Amb un sentiment catalanista republicà, lluità pels seus ideals fins a la mort. Trobava com a representants: Estat Català, però més tard va passar a formar part de Nosaltres Sols! i Club Català, grups més radicals i militaritzats que defensaven els seus somnis independentistes.
Millet desitjava l'autonomia militar per a una Catalunya republicana i ajudà a convèncer a joves (utilitzant propaganda) a perseguir el mateix somni. Més tard, es convertí en un dels capitans del Regiment Pirinenc número 1 de Catalunya, creat per la Generalitat catalana després de la dissolució del Comité Central de Milícies Antifeixistes de Catalunya, durant la Guerra Civil espanyola.
Amb la dissolució del Regiment Pirinenc arran dels Fets de maig de 1937, Millet s'integra a l'Exèrcit Popular de la República, a la 43a Divisió.

## Execució
Millet fou condemnat a mort després d'un judici sumaríssim el 5 de novembre de 1937 de cinc minuts de durada, per haver ordenat la retirada en veure que els intents d'acatar les ordres que l'hi havien estat imposades, de recuperar la cota 1.190, eren suïcides. Ni el fet d'haver advertit de la situació, ni el fet d'haver-se quedat amb la seva companyia els últims cobrint la retirada de les altres companyies, no li van servir de res davant els caps de brigada davant dels quals, sol i dempeus, Millet es va intentar defensar inútilment. El president de dit tribunal D. Trancedo va dictaminar després d'una brevíssima deliberació: "Capitán Millet, se le acusa de haber abandonado la posición de Las Coculles. De acuerdo con el Código de Justícia Militar se le aplicará la pena de muerte. Para que sirva de ejemplo se ejecutará inmediatamente."
Immediatament va ser afusellat al peu d'un pi, sense embenar-se-li els ulls de manera que pogués veure el sol pondre's (com havia demanat d'ésser executat prèviament). Segons testimonis, va mirar l'escamot d'afusellament cara a cara, un per un, i també al tinent abans d'ésser assassinat.
També se sap que al desplomar-se a terra li van treure (quan el cos encara restava calent) les bones botes militars que duia posades perquè algun dels seus botxins les reutilitzés.
La mort del Capità Millet va ser un més els molts intents per desfer les pirinenques, amb la peculiaritat que en aquest cas ho van aconseguir.

## Una família combatent
Francesc Millet Simón (o Paco, com l'anomenaven els més propers) no era l'únic dels germans Millet que va patir les represàlies per defensar la República catalana.
Lluís Millet i Simón, militant d'Estat Català, era un patruller i oficial roig que passava informació de contraban i ajudava als militars republicans atrinxerats al seu carrer amb el necessari. Fou denunciat i, consegüentment, jutjat per un consell de guerra on li va ser imposada la pena de mort. Va ser afusellat al Camp de la Bóta el 2 de maig de 1939 i enterrat al Fossar de la Pedrera després d'haver estat diversos mesos empresonat a la presó Model de Barcelona.
Gerard Millet i Simón es va suïcidar després de saber que estava essent buscat la policia militar.
Jaume Millet i Simón no va patir un final tant tràgic com el dels seus germans, ja que va morir de vellesa, però a França, lloc on es va veure forçat a exiliar-se per evitar un final com el sofert pels seus germans.